# Santiago Carreras
Santiago Carreras (30. března 1998, Córdoba) je argentinský ragbista, který hraje jako útoková spojka a křídlo za anglický klub Gloucerster. Se svým bývalým argentinským klubem Jaguares skončil ve finále Super Rugby v roce 2019. Svému současnému klubu pomohl po 16 letech porazit Leicester Tigers na jeho stadionu.
Argentinské reprezentaci pomohl v roce 2020 poprvé v historii porazit Nový Zéland. Zúčastnil se MS 2019 a MS 2023. Odehrál všechny zápasy, kterých se Argentina na těchto dvou světových šampionátech zúčastnila.